# Eriovixia turbinata
Eriovixia turbinata is een spinnensoort in de taxonomische indeling van de wielwebspinnen (Araneidae).
Het dier behoort tot het geslacht Eriovixia. De wetenschappelijke naam van de soort werd voor het eerst geldig gepubliceerd in 1899 door Tord Tamerlan Teodor Thorell.